# 인술라

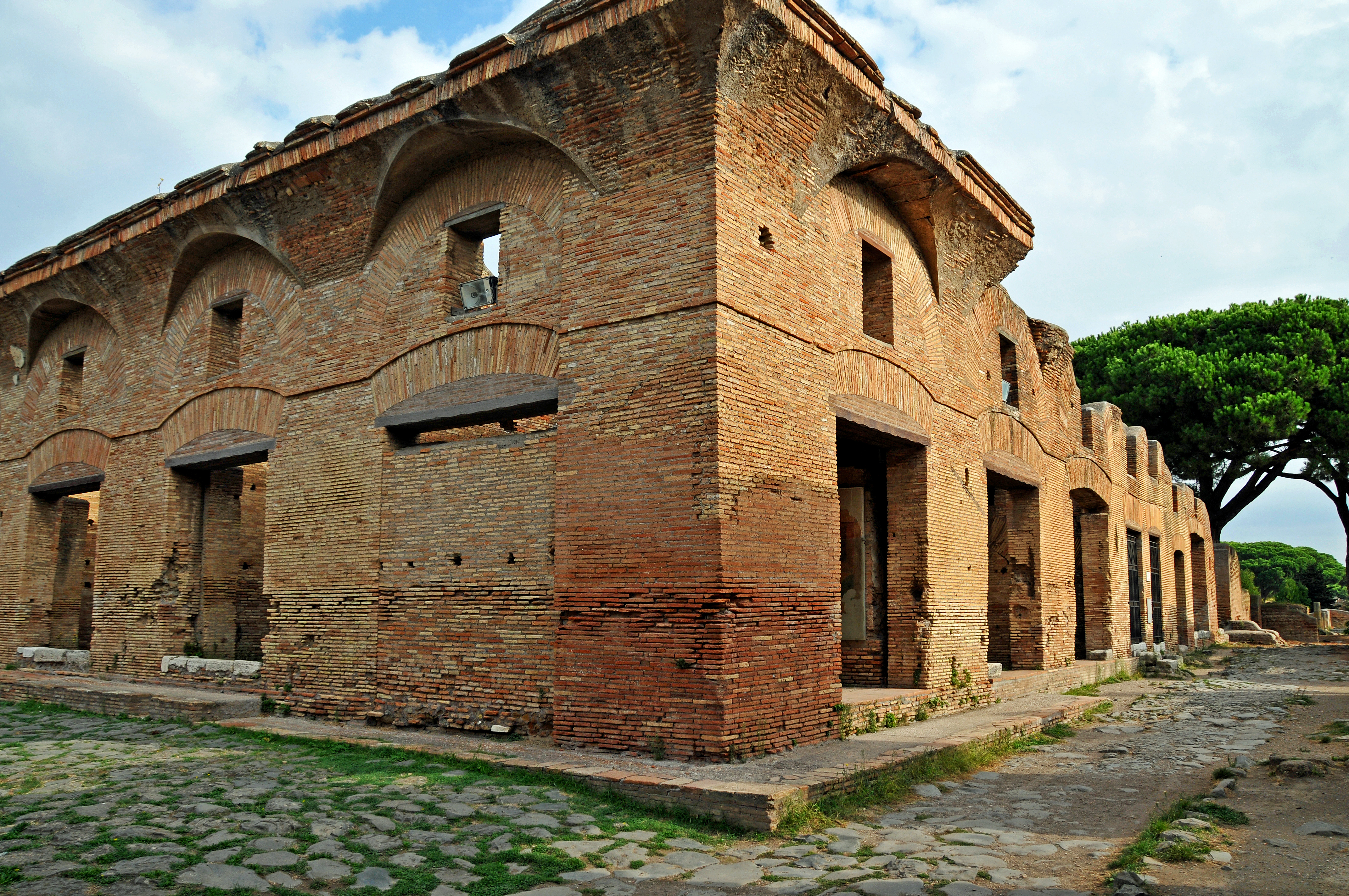

인술라(라틴어: Insula)는 고대 로마 시대의 공동주택이다.
중하층 주민을 위한 주택으로 벽은 석조였지만 바닥과 천장은 목재로 되어 있었고, 주거공간을 넓히기 위해 2층 이상은 내닫이창을 도로 쪽으로 튀어나오게 설계했는데, 바깥벽은 이웃한 인술라와 공유하고 있는 경우가 많아, 인술라 사이에는 빈터가 없었고, 도로가 좁았다. 로마 대화재 이후 네로 황제는 인술라에서도 안뜰을 갖추도록 법을 바꾸었다.